# Zheng Zheng
Zheng Zheng (chiń. 郑铮; ur. 11 lipca 1989 w Jinanie) – chiński piłkarz grający na pozycji lewego obrońcy w klubie Shandong Taishan.

## Kariera juniorska
Zheng Zheng grał jako junior w Shandong Taishan (1999–2007).

## Kariera seniorska

### Shandong Taishan
Zheng Zheng zadebiutował dla tego zespołu 24 marca 2010 w meczu z Pohang Steelers (przeg. 1:0). Pierwszą bramkę zawodnik ten zdobył 16 maja 2010 w wygranym 0:1 spotkaniu przeciwko Shenzhen FC.

## Kariera reprezentacyjna
| Mecze i gole w reprezentacji | Mecze i gole w reprezentacji | Mecze i gole w reprezentacji | Mecze i gole w reprezentacji | Mecze i gole w reprezentacji | Mecze i gole w reprezentacji | Mecze i gole w reprezentacji | Mecze i gole w reprezentacji         |
| Chiny                        | Chiny                        | Chiny                        | Chiny                        | Chiny                        | Chiny                        | Chiny                        | Chiny                                |
| Lp.                          | Data                         | Miejsce                      | Gospodarz                    | Gość                         | Wynik                        | Gol                          | Rozgrywki                            |
| ---------------------------- | ---------------------------- | ---------------------------- | ---------------------------- | ---------------------------- | ---------------------------- | ---------------------------- | ------------------------------------ |
| 1.                           | 06.10.2011                   | Shenzhen                     | Chiny                        | Zjednoczone Emiraty Arabskie | 2:1                          |                              | Mecz towarzyski                      |
| 2.                           | 15.11.2011                   | Kallang                      | Singapur                     | Chiny                        | 0:4                          | Gol · Gol                    | Mistrzostwa Świata 2014 – eliminacje |
| 3.                           | 22.02.2012                   | Pekin                        | Chiny                        | Kuwejt                       | 2:0                          |                              | Mecz towarzyski                      |
| 4.                           | 03.06.2012                   | Sewilla                      | Hiszpania                    | Chiny                        | 1:0                          |                              | Mecz towarzyski                      |
| 5.                           | 14.11.2012                   | Szanghaj                     | Chiny                        | Nowa Zelandia                | 1:1                          |                              | Mecz towarzyski                      |
| 6.                           | 06.06.2013                   | Hohhot                       | Chiny                        | Uzbekistan                   | 1:2                          |                              | Mecz towarzyski                      |
| 7.                           | 11.06.2013                   | Pekin                        | Chiny                        | Holandia                     | 0:2                          |                              | Mecz towarzyski                      |
| 8.                           | 15.06.2013                   | Hefei                        | Chiny                        | Tajlandia                    | 1:5                          |                              | Mecz towarzyski                      |
| 9.                           | 04.09.2014                   | Anshan                       | Chiny                        | Kuwejt                       | 3:1                          |                              | Mecz towarzyski                      |
| 10.                          | 09.09.2014                   | Harbin                       | Chiny                        | Jordania                     | 1:1                          |                              | Mecz towarzyski                      |
| 11.                          | 10.11.2017                   | Kanton                       | Chiny                        | Serbia                       | 0:2                          |                              | Mecz towarzyski                      |
| 12.                          | 14.11.2017                   | Chongqing                    | Chiny                        | Kolumbia                     | 0:4                          |                              | Mecz towarzyski                      |
| 13.                          | 09.12.2017                   | Chōfu                        | Korea Południowa             | Chiny                        | 2:2                          |                              | Puchar Azji Wschodniej 2017          |
| 14.                          | 12.12.2017                   | Chōfu                        | Japonia                      | Chiny                        | 2:1                          |                              | Puchar Azji Wschodniej 2017          |
| 15.                          | 16.12.2017                   | Chōfu                        | Korea Północna               | Chiny                        | 4:0                          |                              | Puchar Azji Wschodniej 2017          |
| 16.                          | 22.03.2018                   | Nanning                      | Chiny                        | Walia                        | 0:6                          |                              | Mecz towarzyski                      |
| 17.                          | 26.03.2018                   | Nanning                      | Chiny                        | Czechy                       | 1:4                          |                              | Mecz towarzyski                      |
| 18.                          | 10.09.2018                   | Ar-Rifa                      | Bahrajn                      | Chiny                        | 0:0                          |                              | Mecz towarzyski                      |
| 19.                          | 15.10.2019                   | Bacolod                      | Filipiny                     | Chiny                        | 0:0                          |                              | Mistrzostwa Świata 2022 – eliminacje |
| 20.                          | 14.11.2019                   | Dubaj                        | Syria                        | Chiny                        | 2:1                          |                              | Mistrzostwa Świata 2022 – eliminacje |
| 21.                          | 11.06.2021                   | Szardża                      | Malediwy                     | Chiny                        | 0:5                          |                              | Mistrzostwa Świata 2022 – eliminacje |
| 22.                          | 27.01.2022                   | Saitama                      | Japonia                      | Chiny                        | 2:0                          |                              | Mistrzostwa Świata 2022 – eliminacje |

## Sukcesy
Sukcesy w karierze klubowej:
- Chinese Super League – 2×, z Shandong Taishan, sezony 2010 i 2021
- Chinese Super League – 1×, z Shandong Taishan, sezony 2013
- Puchar Chin – 3×, z Shandong Taishan, sezony 2014, 2020 i 2021
- Puchar Chin – 3×, z Shandong Taishan, sezony 2011, 2018 i 2019
- Superpuchar Chin – 1×, z Shandong Taishan, sezon 2015
- Puchar Nowego Roku Księżycowego – 1×, z Shandong Taishan, sezon 2019